# Manuel de Llanza y de Pignatelli de Aragón
Manuel de Llanza y de Pignatelli de Aragón (Barcelona, 25 de enero de 1858-Barcelona, 18 de julio de 1927), décimo duque de Solferino, fue un noble y político tradicionalista español.

## Biografía
Manuel de Llanza quedó huérfano a edad temprana y fue educado por su tío, Rafael de Llanza y Esquivel, carlista entusiasta, con cuyos ideales se identificó desde muy joven. Se licenció en Derecho por la Universidad de Barcelona, estando exiliado durante la tercera guerra carlista. 
Desde muy pronto se implicó plenamente en la causa tradicionalista. Acompañó al marqués de Cerralbo en sus viajes de propaganda y presidió el Círculo Tradicionalista de Barcelona. En 1891 fue elegido diputado por Vich y en 1893 nombrado senador por derecho propio, cargo que ostentaría hasta su muerte.
Como católico formó parte de muchas asociaciones, tanto religiosas como benéficas, siendo presidente efectivo de la Juventud Católica de las Conferencias de San Vicente de Paúl y honorario de la Pía Unión de San Miguel Arcángel, demostrando celo y verdadero interés en beneficio de las entidades a las que pertenecía y representaba. Gran amigo de su correligionario Luis María de Llauder, director de El Correo Catalán y fundador de la revista La Hormiga de Oro, le alentó en la empresa y contribuyó poderosamente a impulsar la revista.
El duque de Solferino fue uno de los hombres de confianza de Carlos VII, que en diversas ocasiones le hizo encargos de suma importancia, como el de erigir un monumento a la memoria del obispo de la Seo de Urgel, José Caixal, en 1895. Participó en la coalición Solidaridad Catalana en 1906.
Más tarde mereció también la confianza de Don Jaime, que por dos veces le nombró jefe regional del partido tradicionalista en Cataluña. El 15 de enero de 1911 fue miembro de la comisión que entregó al hijo de Don Carlos una espada comprada por suscripción popular, como homenaje a la elevada significación política de Don Jaime y a sus prestigios militares tan heroicamente conquistados en los campos de batalla.
Presidió la Junta Tradicionalista de Cataluña entre 1910 y 1914 y entre 1917 y 1919. El 10 de marzo de 1919 presentó su dimisión al jefe delegado jaimista, Pascual Comín, justificándola en la actitud de tres parlamentarios jaimistas catalanes. Según César Alcalá, al producirse la escisión en la Comunión Tradicionalista de 1919, habría seguido a Vázquez de Mella. Sin embargo, en octubre de 1920 se declaró inequívocamente favorable a Don Jaime y contrario a las escisiones.
Murió en Barcelona el 18 de julio de 1927, siendo enterrado en el sepulcro familiar de la iglesia de San Martín de Centellas. De su matrimonio tuvo cinco hijos: María Josefa, Luis Gonzaga (XI duque de Solferino), Francisco de Borja, María de la Concepción e Ignacio.

## Linaje y títulos
Manuel de Llanza de Pignatelli de Aragón, Hurtado de Mendoza Esquivel era jefe de la Casa de Llanza.
Cuando tenía diez años de edad le fue expedida a su favor Carta de sucesión en los títulos de duque de Solferino, marqués de Coscojuela de Fantova y conde de Centellas, con grandeza de España.
Fue también duque de Monteleón, marqués del Valle de Oaxaca, príncipe de Castiglione, príncipe del Sacro Imperio Romano, barón de: Canoves; Villalba Saserra; Samalús, en Cataluña, barón de: El Huerto, Permisan, Argavieso, Almuniente, Las Casetas, Peralta, en Aragón, barón de: Bressi, Sant'Angelo, Paripayda, Belice, Pertrabolice, Capulla y sus nueve feudos, en Sicilia, señor del: Valle de Juanetas, Monte Frula, señor de la Torre de Godmar, jefe y pariente mayor de la Serenísima casa de Gonzaga en Mantua, jefe y pariente mayor de la Serenísima casa de la Arborea en Cerdeña, de las de Urries, Díez de Aux, Ximénez Cerdan y Gurrea en Aragón.
En 1924 fue nombrado caballero de la Orden de la Legitimidad Proscrita por Don Jaime.